# Nesticus beroni
Nesticus beroni е вид паяци от род Kryptonesticus, семейство Nesticidae, които за първи път са описани през 1977 година от българския зоолог Христо Делчев в доклад пред 6-ия международен конгрес по спелеология. Видът е ендемичен за България.
Женските екземпляри достигат на дължина до 3.7 mm.